# 汪桂
汪桂（？—？），字伯祯，號仙友，湖广武昌府崇陽縣軍籍。

## 生平
天啓四年（1624年）甲子科湖广乡试举人，天啓五年（1625年）联捷乙丑科進士，授行人，迁兵部主事。崇祯四年辛未分考武闱，杜倖门，同翰林刘必达等闲住。起补光禄署正，迁户部主事，榷九江钞关，屡奉加税，以羡余应，不复派累贾舶。迁建宁知府，性恬淡，好山水，野服一杖，任意登临，无幽不历，凡游览所得，即呌笑伸纸泼墨，淋漓满幅，自呼“卧雪居士”，建宁命下，陈情乞休，卒于京。著有《梅村》诸藁。